# Real Virtuality Engine
Real Virtuality Engine – silnik gry stworzony przez Bohemia Interactive Studio. Pierwotnie miał nazywać się Poseidon. Pierwszą grą, która działała na tym silniku, był Operation Flashpoint z 2001 roku. Na tym silniku stworzono także symulatory szkoleniowe VBS1 i VBS2.

## Gry stworzone na silniku Real Virtuality

### Real Virtuality 1
- Operation Flashpoint (2001)[3]
- Operation Flashpoint: Resistance (2002)[3]
- VBS1 (2002)[3]

### Real Virtuality 2
- Operation Flashpoint: Elite (2005)
- ArmA (2006)[3]
- VBS2 (2007)[3]

### Real Virtuality 3
- ArmA 2 (2009)[4]
- VBS2
- Take on Helicopters (2011)
- Iron Front: Liberation 1944 (2012)
- DayZ (2013)

### Real Virtuality 4
- ArmA 3 (2013)